# Якименко Іван Родіонович
Іва́н Родіо́нович Яки́менко (нар. 13 березня 1903 — пом. 7 вересня 1971) — радянський військовик часів Другої світової війни, заступник командира стрілецького батальйону 305-го гвардійського стрілецького полку 108-ї гвардійської стрілецької дивізії (37-й стрілецький корпус, 46-а армія, 3-й Український фронт), гвардії капітан. Герой Радянського Союзу (1945). Депутат Верховної Ради Української РСР 2-го скликання (1947–1951).

## Життєпис
Народився 13 березня 1903 року в селі Куколівці Червонокам'янської волості Олександрійського повіту Херсонської губернії (нині — Олександрійський район Кіровоградської області) в бідній селянській родині. Українець.
Закінчив початкову школу, наймитував у багатіїв. Після встановлення радянської влади одним з перших вступив до сільськогосподарської комуни. З 1924 по 1927 роки проходив дійсну військову службу в лавах РСЧА.
У 1933 році закінчив 3 курси зернового технікуму. До початку німецько-радянської війни очолював колгосп «Червона громада» в селі Куколівці Червонокам'янського району.
Вдруге призваний до РСЧА в червні 1941 року Олександрійським РВК. Воював на Південному та 3-у Українському фронтах. В лютому 1943 року отримав легке поранення. Командував кулеметною ротою, був заступником командира 1-го стрілецького батальйону зі стройової частини 305-го гвардійського стрілецького полку 108-ї гвардійської стрілецької дивізії. Член ВКП(б) з 1944 року
Особливо відзначився в боях на території Угорщини. В ніч з 4 на 5 грудня 1944 року 1-й стрілецький батальйон під його командуванням, не зважаючи на сильний кулеметний і артилерійсько-мінометний вогонь супротивника, першим форсував річку Дунай. На захопленому плацдармі гвардії капітан І. Р. Якименко вміло організував закріплення стрілецьких груп, що переправились, і встановив систему вогню, чим сприяв швидкій переправі основних сил полку. В подальшому, переслідуючи відступаючого ворога, перерізав шосейний шлях Адонь-Будапешт, що дало змогу переправити на правий беріг Дунаю артилерію, боєприпаси і продовольство.
У 1945 році вийшов у запас. Повернувся до рідного села, де очолював колгосп «Червона громада», а згодом був обраний головою сільської ради.
Помер 7 вересня 1971 року.

## Нагороди
Указом Президії Верховної Ради СРСР від 24 березня 1945 року за зразкове виконання бойових завдань командування на фронті боротьби з німецькими загарбниками та виявлені при цьому відвагу і героїзм, гвардії капітанові Якименку Івану Родіоновичу присвоєне звання Героя Радянського Союзу з врученням ордена Леніна і медалі «Золота Зірка».
Також був нагороджений орденами Вітчизняної війни 1-го (27.03.1945) та 2-го (10.11.1944) ступенів, Червоної Зірки (06.06.1944) і медалями.